# جوردن جنكينز
جوردن جنكينز (بالإنجليزية: Jordan Jenkins)‏ هو لاعب كرة قدم أمريكية أمريكي، ولد في 1 يوليو 1994 في هيوستن في الولايات المتحدة.

## وصلات خارجية
- جوردن جنكينز على موقع مرجع كرة القدم المحترفة.كوم (الإنجليزية)